# 1980 aux Philippines
Cet article détaille les événements marquants de l'année 1980 aux Philippines.

## Pouvoir politique et judiciaire

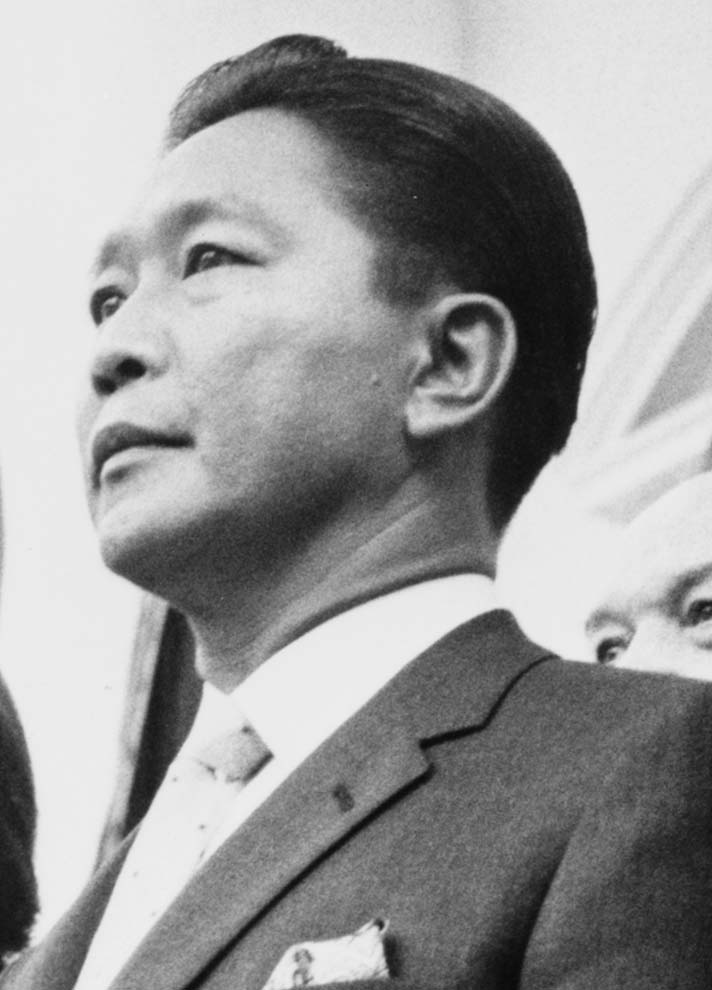
Le président Ferdinand Marcos à la Maison Blanche en 1966.

- Président : Ferdinand Marcos (KBL)
- Premier ministre : Ferdinand Marcos (KBL)
- Président de la Chambre : Querube Makalintal
- Juge en chef : Enrique Fernando.

## Événements

### Janvier
- 30 janvier : Les premières élections locales du pays sous la loi martiale ont lieu, au cours desquelles le parti Kilusang Bagong Lipunan (Mouvement pour une nouvelle société) remporte presque tous les sièges locaux[1].

### Février
- 22 avril : Le navire de passagers MV Don Juan, à destination de la ville de Bacolod, coule dans le détroit de Tablas, à 20 milles marins (37 km) au large de l'île Maestre de Campo, dans la province de Romblon, après être entré en collision avec le pétrolier M/T Tacloban City[2]. Le naufrage fait 18 morts et 115 personnes sont portées disparues. Il y a 745 survivants.

### Mai
- 1er mai : Kilusang Mayo Uno, le Mouvement du Premier Mai, est organisé[1].
- 8 mai : Le sénateur Benigno Aquino Jr. est libéré de prison et s'envole pour le Texas, aux États-Unis, pour subir un pontage coronarien[1].
- 26 mai : Les élections de Kabataang Barangay (KB)[Quoi ?] ont lieu. Environ trois millions de jeunes Philippins âgés de 15 à 18 ans y participent.

### Juillet
- 3 juillet : Artistang Artlets[Quoi ?] est fondé par Marie Luz Datu et Nicolas Galvez, Jr.

## Vacances et jours fériés

### Législation
Conformément à l'article n° 2711 section 29 du 10 mars 1917, pour chaque jour férié à date fixe tombant un dimanche, le jour suivant est considéré comme un jour férié légal aussi. Les dimanches sont considérés comme des fêtes religieuses légales elles aussi. La fête de Bonifacio Day, commémorant la naissance d'Andrés Bonifacio, est ajoutée à travers la loi n° 2946 de la législature philippine. En 1921, elle est signée par le gouverneur général Francis Burton Harrison. Le 28 octobre 1931, la loi n° 3827 est validée, déclarant le dernier dimanche du mois d'août « Journée des héros nationaux ». Conformément à la loi de la République n° 3022, le 9 avril est proclamé « Jour de Bataan ». Le 4 août 1964, le Jour de l'indépendance passe du 4 juillet (Jour de la république des Philippines) au 12 juin (Jour de l'indépendance des Philippines).

### En 1980
- 1er janvier – Jour de l'an
- 22 février – Jour férié
- 3 avril – Jeudi saint
- 4 avril – Vendredi saint
- 9 avril – Araw ng Kagitingan (Jour de la Valeur)
- 1er mai – Fête du travail
- 12 juin – Jour de l'indépendance
- 4 juillet – Fête de la république des Philippines
- 13 août – Jour férié
- 31 août – Journée nationale des héros
- 21 septembre – Thanksgiving
- 30 novembre – Bonifacio Day
- 25 décembre – Noël
- 30 décembre – Jour du Rizal

## Naissances
- 14 février : Eduard Sacapaño, footballeur
- 3 mars : Mei Melançon, actrice
- 15 avril : Marcus Douthit, joueur de basket-ball
- 20 mai : Florante Condes, boxeur
- 5 août : Kaylani Lei, actrice pornographique
- 11 août : Jerry Lucena, footballeur